# Springdale (Arkansas)
Pour les articles homonymes, voir Springdale.
Springdale est une ville située dans les comtés de Benton et Washington, dans l'État de l'Arkansas, aux États-Unis.

## Population et société

### Démographie

#### Évolution du nombre d'habitants
Sa population s’élevait à 69 797 habitants lors du recensement de 2010, estimée à 81 029 habitants en 2018.
| 1880 | 1890  | 1900  | 1910  | 1920  | 1930  |
| ---- | ----- | ----- | ----- | ----- | ----- |
| 249  | 1 146 | 1 251 | 1 755 | 2 263 | 2 763 |

| 1940  | 1950  | 1960   | 1970   | 1980   | 1990   |
| ----- | ----- | ------ | ------ | ------ | ------ |
| 3 319 | 5 835 | 10 076 | 16 783 | 23 458 | 29 941 |

| 2000   | 2010   | 2020   | - | - | - |
| ------ | ------ | ------ | - | - | - |
| 45 798 | 69 797 | 84 161 | - | - | - |

### Sports
La Burlsworth Foundation et le Rotary Club de Springdale décernent chaque année le trophée Burlsworth depuis la saison 2010 au plus remarquable joueur universitaire de football américain évoluant en NCAA Division I Football Bowl Subdivision ayant commencé sa carrière comme walk-on (en).

## Économie

### Entreprises et secteurs d'activité
Le siège social de Tyson Foods se trouve à Springdale.

## Culture locale et patrimoine

### Personnalités liées à la commune
- Yvonne Anderson (1990-), joueuse de basket-ball serbe.
- Calvin Davis (1972-2023), athlète américain.
- Jim Deines (1962-), joueur de basket-ball américain.
- Bridget Hall (1977-), mannequin américaine.
- James Hatfield (1958-2001), écrivain américain.
- Josh Hawley (1979-), sénateur des États-Unis pour le Missouri depuis 2019.
- Zack Pianalto (1989-), joueur de football américain.
- Elzie Crisler Segar (1894-1938), dessinateur américain.
- Jim Guy Tucker (1943-), 43e gouverneur de l'Arkansas.
- Warren Womble (1920-2015), joueur de basket-ball américain.
- Christin Wurth-Thomas (1980-), athlète américaine.